# حارس شخصي

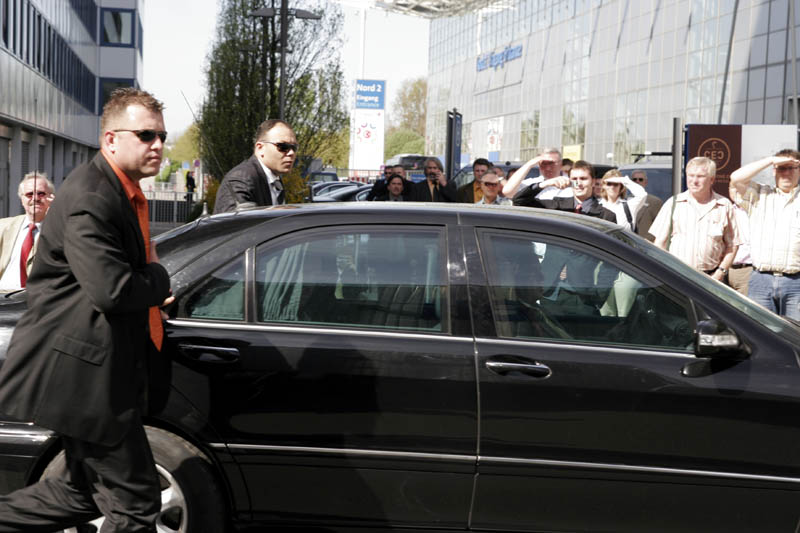
حارسان شخصيان يقومان بحماية الرئيس التركي رجب طيب أردوغان أثناء معرض هانوفر 2007

الحارس الشخصي هو رجل محترف في حراسة الأشخاص الذين قد يكونوا مهددين، فتوكل لهم مسؤولية حراستهم؛ وغالبا ما يكون شخصية سياسية أو من مشاهير الفن أو من رموز المجتمع أو كبار الشخصيات ورجال الأعمال، ويكون مسؤولا عن حمايته من الاختطاف أو التعدي ويكون الحارس الشخصي في العادة ذا بنية جسدية قوية ويكون مسلح ومدرب على الفنون القتالية المختلفة مثل الكارتيه أو الجودو أو الملاكمة وغيرها. والغالبية العظمى من حراس الشخصيات هم من الذكور.

## تعريف

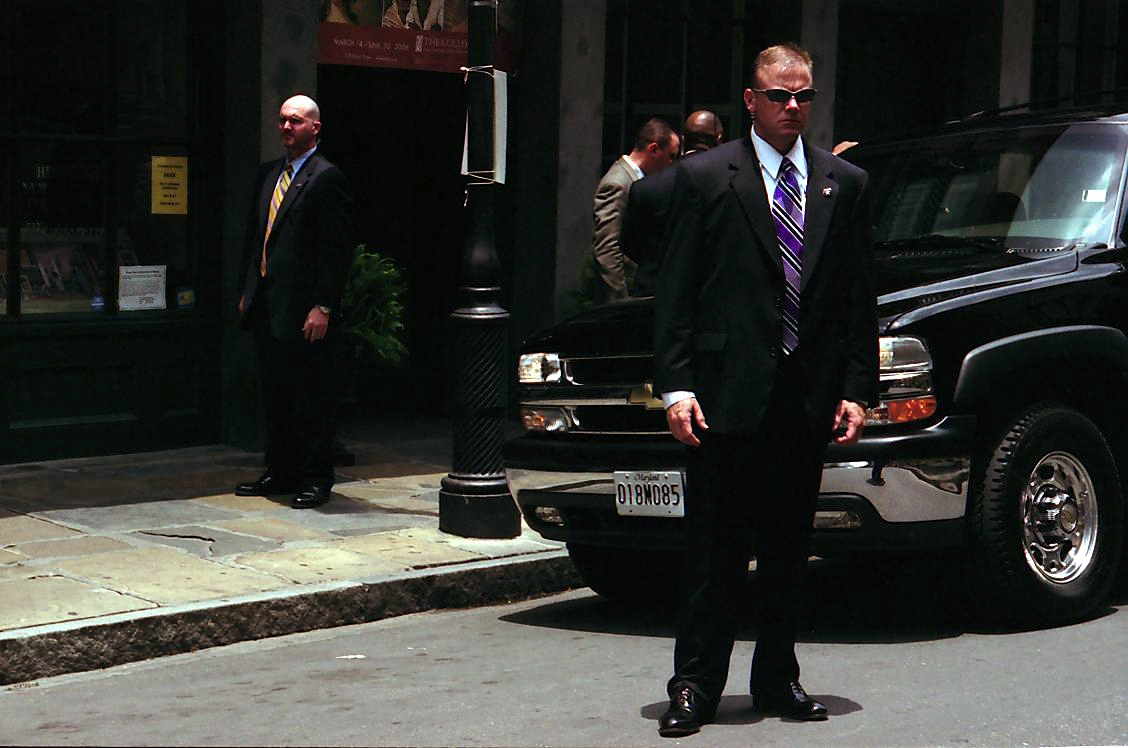

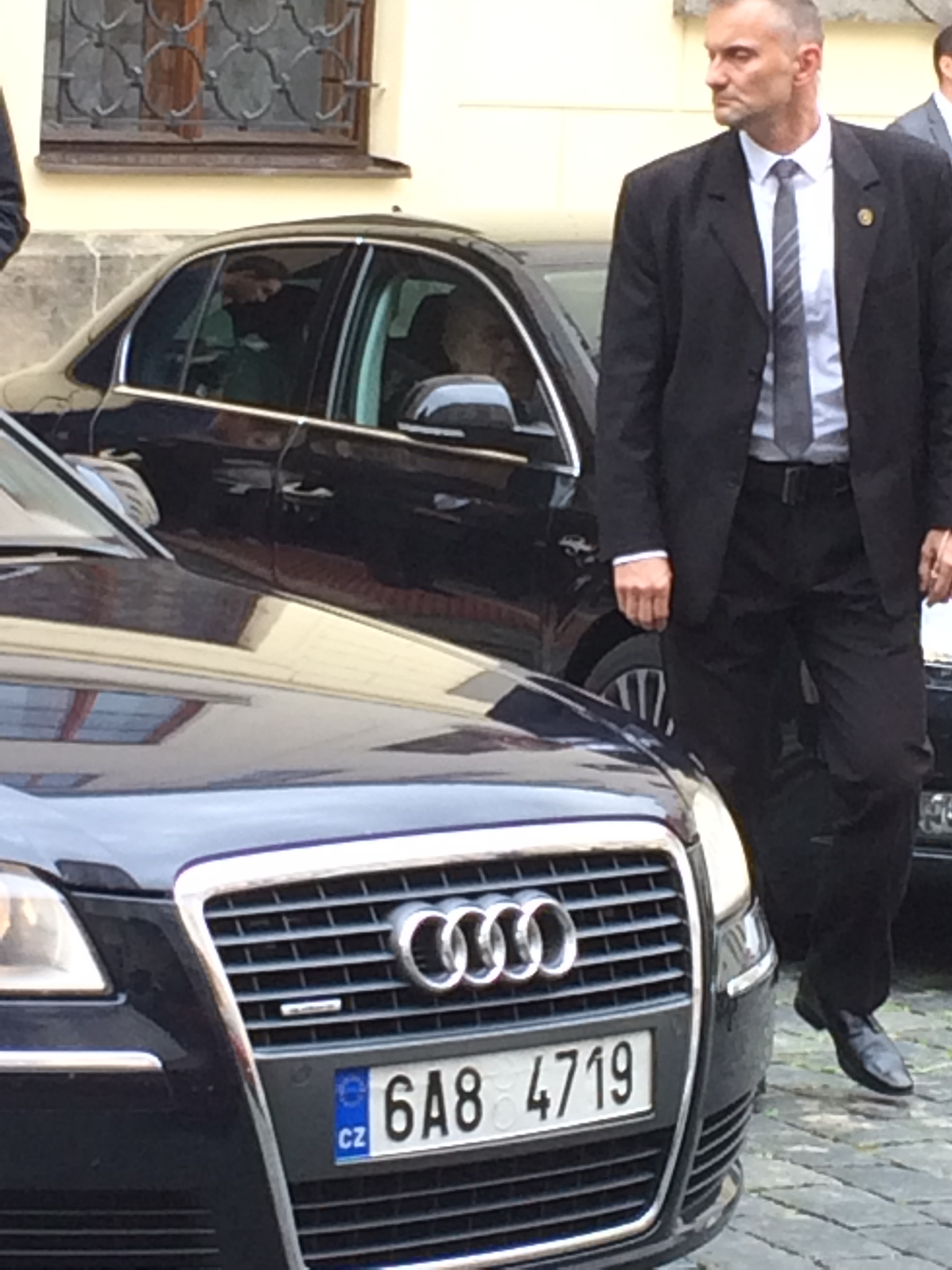

مصطلح الحارس الشخصي يستخدم عبر وسائل الإعلام واللغة اليومية من أجل الإشارة إلى «ضابط أمن» أو «عون حرس شخصي».
في القطاع الرسمي الفرنسي، داخل في دائرة حماية (Le Service de la protection SDLP [الفرنسية])و فرقة الأمن الرئاسي للجمهورية (Groupe de sécurité de la présidence de la République [الفرنسية])، المصطلح المستخدم هو «ضابط أمن».
في قطاع الأمن الخاص، المصطلات المستخدمة هي «عون حرس شخصي»،« A3P » («عون حرس شخصي للأفراد») أو «ضابط أمن».

## أنواع الشخصيات
هناك أنواع مختلفة من الشخصيات التي تحتاج إلى حارس شخصي:
- شخصيات سياسية
- أفراد الأسر المالكة
- كبار المديرين التنفيذيين ورجال الأعمال
- المشاهير
- نجوم لصناعة الترفية
- الرياضيين
- شخصيات دينية
- الأفراد الذين تلقوا تهديدات خطيرة

## المهنة في فرنسا
اليوم، مهنة الحارس الشخصي يمكن ممارستها:
- ضمن الشركات الخاصة، أشهرها (Groupe Velours International, Gallice, Amarante, Erys, Geos, ...)(مطلوب خبرة سابقة في الجيش أو الشرطة أو الدرك عموما، غير أنه يطلب بطاقة الموظف الحرس الشخصي لتتمكن من العمل في القطاع الخاص في فرنسا).
- ضمن الشرطة، حيث يوصف أيضا هذه الوظيفة من «عون أمن حرس الشخصي». في فرنسا، هذه الحراسة تعتمد خدمة حماية كبار الشخصيات (HPPD) تسمية SDLP 2 أكتوبر 2013(Service de la protection [الفرنسية])، ضمن الشرطة الوطنية (Police nationale France). إنه يتعامل مع الوظيف العمومي (Fonction publique française [الفرنسية]) يمكن تحقيقه عن طريق اختبار داخل جهاز الشرطة.
- ضمن قوى الأمن حماية (FSP) ل (GIGN [الفرنسية])

## تدريبات الحرس الخاص

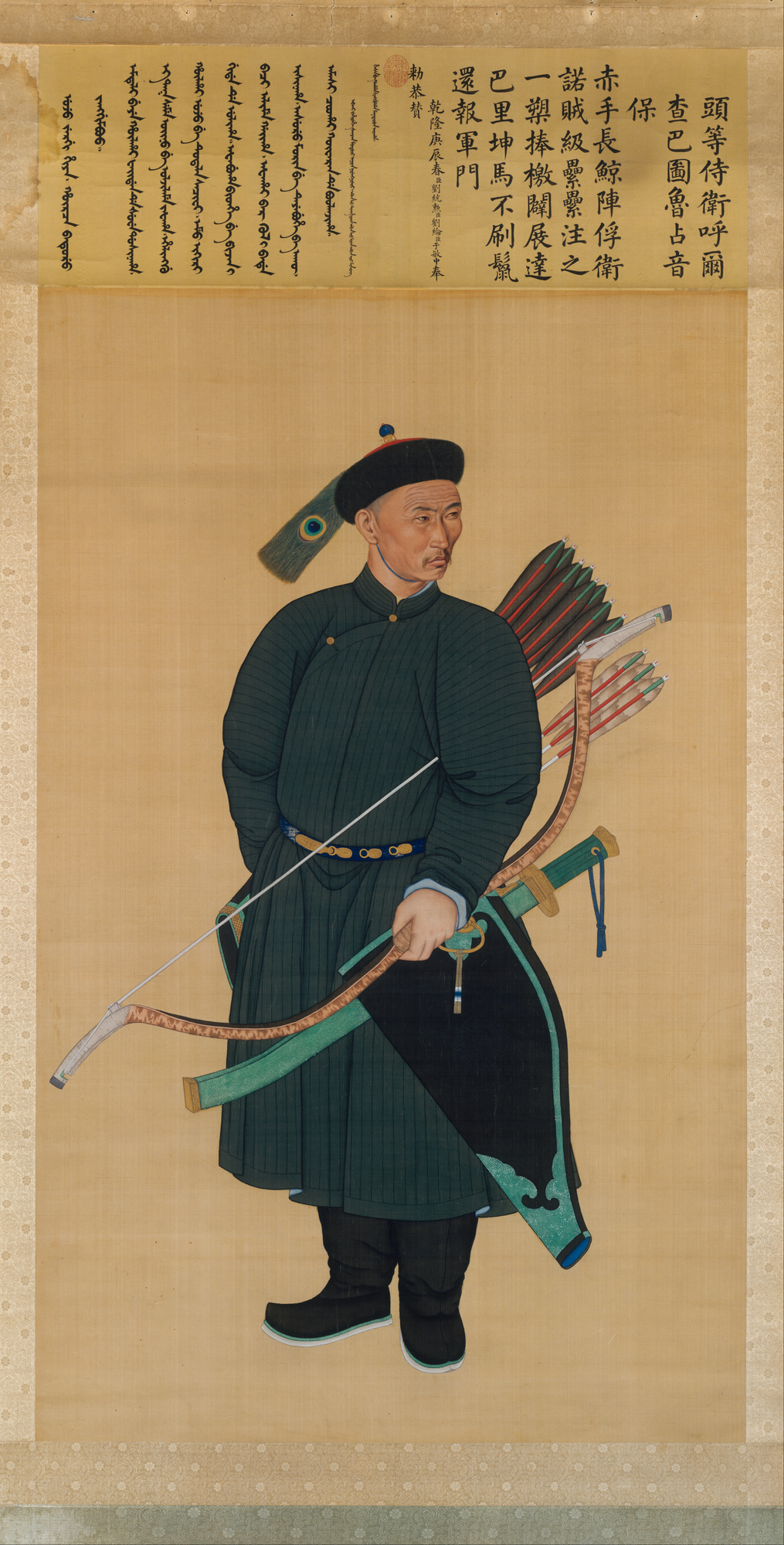

يتدرب الحرس الخاص على جميع أنواع الهجومات المحتملة على الشخصية المحمية، بالسلاح الناري أو بالسكين أو مواد تحمل فيروزات قاتلة توضع مثلا في باقة ورد أو غيرها. تكون التدريبات منسقة مع الفرقة الخاصة للحراسة، لكل فرد من أفراد الفرقة عمل مخصص، وبقيادة ضابط.

## التربص والتكوين في فرنسا
تكوين الحارس الشخصي فرع رسمي يتم داخليا.
وبالنسبة لآخرين، يتم التدريب في مركز تدريب للحارس الشخصي التي توفر مؤهلات معترف بها من قبل
(Répertoire national des certifications professionnelles [الفرنسية]).
و التي تعرف ب (RNCP):
- FORMAPLUS 3B
- Groupe 9 academy
- Groupe szelest
- SECOPROTEC formation
- ADAPSA
- IFS2I
- ASP Bodyguard
- ومراكز التدريب مع اتفاق مع واحد من هذه المراكز المرشحة..

و من الممكن أيضا أن تتابع التربص في الخارج نوع (SIA Btec Level 3) (البطاقة المهنية البريطانية) التي تنص على المساواة بطاقة الأعمال من دولة أوروبية للإقامة. (carte française A3P pour les résidents français, carte TIP espagnole pour les personnes résidant en Espagne…).
قدامى الجيش وقدامى الشرطة الأكثر حظا في الحصول على بعثات بعد الانتهاء من التربص (عون الحرس الشخصي) من المواطنيين الذين ليس لهم خبرة في استعمال الأسلحة.

## مدارس عالمية للحرس الخاص
لقد تطورت الحراسة الخاصة مع تطور وسائل الجريمة، ويرجع تاريخ الحراسة الخاصة حسب الروايات إلى ما قبل عام (1758-1853) في اليابان من قِبل الساموراي.
و اليوم يتدربون حراس الشخصيات أولا فنون الدفاع ثم يطورون اختصاصهم في المدارس العالمية للحراسة الخاصة.
- المدارس
- مركز التدريب في أوروبة للأمن الخاص
- التدريب العالمي للحراسة الخاصة

## أنواع معينة من حراس الشخصيات
- فريق المهام الأمنية الخاصة